# Pholcus socheunensis
Pholcus socheunensis är en spindelart som beskrevs av Paik 1978. Pholcus socheunensis ingår i släktet Pholcus och familjen dallerspindlar. Inga underarter finns listade i Catalogue of Life.